# Miguel Ángel Blanco
Pour les articles homonymes, voir Blanco.
 (décembre 2007).
Si vous disposez d'ouvrages ou d'articles de référence ou si vous connaissez des sites web de qualité traitant du thème abordé ici, merci de compléter l'article en donnant les références utiles à sa vérifiabilité et en les liant à la section « Notes et références ».
Miguel Ángel Blanco, né le 13 mai 1968 à Ermua en Espagne, et mort assassiné le 13 juillet 1997, est un conseiller municipal du Parti populaire d'Ermua, en Biscaye dans le Pays basque. Il fut pris en otage puis exécuté par l'ETA.

## Biographie
Miguel Ángel Blanco naît le 13 mai 1968 à Ermua, en Biscaye, dans une famille modeste. Il a une sœur, María del Mar. Son père, Miguel Blanco, est ouvrier dans le bâtiment, et sa mère, Consuelo Garrido, est femme au foyer. Ils sont originaires de Xunqueira do Espadoñedo, en Galice.
Miguel Ángel Blanco est diplômé en économie au Euskal Herriko Unibertistatea à Sarriko (Bilbao). Pendant longtemps il travailla avec son père dans la construction, mais il trouva un emploi à Eman Consulting, à Eibar, où il se rendait chaque jour en train. Fan du groupe Héroes del Silencio, il jouait des percussions dans le groupe Póker et Cañaveral. Il était un fan de sport, son rêve était de marcher jusqu’à Madrid pour protester contre la possibilité de fermer le centre sportif Ermua.
Il rejoint Nuevas Generaciones du PP en 1995 et, puisqu’il était dans un parti relativement petit dans un secteur où les partis nationaux étaient en compétition avec le PNB, il était le troisième candidat pour les élections municipales cette année-là, il devint membre du conseil de la ville.
Il était fiancé avec María del Mar Díaz, ils étaient engagés pour se marier en septembre 1997.

## L'enlèvement par l'ETA
Miguel Ángel Blanco est enlevé par l'ETA le 10 juillet 1997. Ses ravisseurs réclament, en échange de sa vie, que les autorités espagnoles déplacent les détenus de l'ETA de la prison de Madrid aux prisons se trouvant au Pays basque. Ils posent un ultimatum de 48 heures. Après le refus des autorités de céder, Miguel Ángel Blanco est retrouvé en forêt dans l'après-midi du 12, blessé à la tête par deux balles. Il décède le 13 dans la matinée, de la suite de ses blessures.
Cet assassinat a donné lieu à un vaste mouvement (six millions de personnes dans la rue) de manifestations contre la violence d'ETA, en Espagne et en particulier au Pays basque.

## Répercussions
Son enlèvement et sa mort furent des évènements très importants pour la culture espagnole. La "Ermua's spirit" est née à ce moment-là, en même temps que l’organisation anti-terroriste Foro de Ermua (en). 2006 a vu le début du procès de ses ravisseurs et tueurs, Francisco Javier García Gaztelu ("Txapote") et son amie Irantzu Gallastegi ("Amaia"). Ils furent condamnés à 50 ans de prison.